# 速螳属
速螳属（学名：Velox）是攀螳科的一属。

## 下属物种
本属包括以下物种：
- 维氏速螳 Velox wielandi Svenson, 2014